# Monte Blanco, Guanajuato
Monte Blanco är en ort i Mexiko.   Den ligger i kommunen Huanímaro och delstaten Guanajuato, i den centrala delen av landet, 270 km väster om huvudstaden Mexico City. Monte Blanco ligger 1 695 meter över havet och antalet invånare är 1 069.
Terrängen runt Monte Blanco är platt åt sydväst, men åt nordost är den kuperad. Runt Monte Blanco är det ganska tätbefolkat, med 160 invånare per kvadratkilometer. Närmaste större samhälle är Abasolo, 10,6 km norr om Monte Blanco. Trakten runt Monte Blanco består till största delen av jordbruksmark.